# Annekathrin Hoppe
Annekathrin Hoppe (* 1962) ist eine deutsche Kommunalpolitikerin (SPD) und ist hauptamtliche Bürgermeisterin von Schwedt/Oder.

## Werdegang
Hoppe studierte an der Technischen Universität Dresden mit dem Abschluss Diplom-Bauingenieurin. Ab 1993 war sie Mitarbeiterin des Bauordnungsamts der Stadt Schwedt/Oder. 2003 wurde sie Leiterin des Bauordnungsamts, 2005 stieg sie zur Stabsstellenleiterin Wirtschaftsförderung auf.
Ab 2016 war  Hoppe Beigeordnete und somit 1. Stellvertreterin des damaligen Bürgermeisters Jürgen Polzehl.
Hoppe wurde in der Bürgermeisterwahl am 26. September 2021 mit 60,8 % der gültigen Stimmen für eine Amtszeit von acht Jahren zur Bürgermeisterin von Schwedt/Oder gewählt. Sie war als Parteilose für die SPD angetreten, trat aber im Frühjahr 2022 der SPD bei.